# The Indian Runner's Romance
The Indian Runner's Romance: A Thrilling Episode in the Black Hills è un cortometraggio muto del 1909 diretto da David W. Griffith. Prodotto e distribuito dalla Biograph Company, il film - girato a Cuddebackville, New York - uscì nelle sale il 23 agosto 1909.
Si tratta di uno dei circa 30 cortometraggi diretti da David W. Griffith che hanno per soggetto l'esperienza dei nativi americani degli Stati Uniti d'America. Per Griffith un regime di rigida segregazione, secondo il principio "separati ma uguali", era l'unico su cui si potesse fondare un "armonioso e rispettoso rapporto tra le diverse razze" in America. Il film si distingue per il trattamento simpatetico riservato alla coppia protagonista di nativi americani, qui visti come vittime di bianchi senza scrupoli, i quali rapendo la giovane sposa indiana si rendono colpevoli di rompere la "pace razziale".
Secondo le convenzioni dell'epoca e come di regola in tutti i film di Griffith, i ruoli protagonisti di nativi americani sono interpretati da attori bianchi in "redface", qui Owen Moore e Mary Pickford. Le rigide regole di segregazione condivise da Griffith rendevano in particolare improponibile che un attore e un'attrice "di razze diverse" risultassero coinvolti, sia pure nella finzione scenica, in un rapporto di amore.

## Trama
Quando i Sioux hanno lasciato per un pezzo di pane le loro colline all'uomo bianco, non sapevano che, intorno al 1867, sarebbe scoppiata la febbre della corsa all'oro. Nelle Black Hills, un vecchio cercatore scopre una ricca miniera ma gli sforzi e la sua età lo portano alla morte. Prima di spirare, soccorso da Blue Cloud, rivela all'indiano la posizione della miniera. Tre bianchi vengono a sapere che l'indiano è in possesso della preziosa informazione e cercano con tutti i mezzi di farlo parlare. Ma Blue Cloud rifiuta.
Ora è un uomo ricco e decide di dichiararsi alla sua bella, chiedendone la mano al padre. I due novelli sposi iniziano la loro vita insieme. Ma, un giorno, durante l'assenza di Blue Cloud, la donna viene rapita dai bianchi. I tre se la giocano a carte e il vincitore se la prende, legata e gettata brutalmente in groppa al cavallo. Blue Cloug, di ritorno al tepee, vede il cappello di uno dei cowboy e capisce cos'è successo. Si mette quindi sulle tracce dei rapitori: con la sua conoscenza del territorio, riesce a ritrovare l'uomo che gli ha preso la moglie. Ingaggia un furioso combattimento e libera la sua squaw. Poi, con lei, ritorna felicemente al wigwam.

## Produzione
Il film fu prodotto dalla Biograph Company. Venne girato a Cuddebackville, nello stato di New York i giorni 29-30 giugno e il 2-3 luglio 1909.

## Distribuzione
Distribuito dalla Biograph Company, il film - un cortometraggio in una bobina - uscì nelle sale cinematografiche statunitensi il 23 agosto 1909.
Copie del film sono conservate negli archivi della Library of Congress (all'American Film Institute/Mary Pickford collection e all'American Film Institute/Tayler collection).